# Insulacebus
Insulacebus es un género extinto de mono del Nuevo Mundo encontrado en la isla de La Española en depósitos de finales del Cuaternario. Los fósiles de I. toussaintiana han sido recuperados en la planicie de Formón, en el Departamento Sur, en el suroeste de Haití. Su espécimen tipo es UF 114714, un cráneo parcial que comprende una dentadura casi completa y fragmentos asociados del maxilar superior y la mandíbula.